# Ángel Atienza
Ángel Atienza Landeta (Madrid, 16 maart 1931 - aldaar, 22 augustus 2015) was een Spaans voetballer. Atienza speelde voor Real Zaragoza en Real Madrid. Na zijn voetbalcarrière was hij actief in de kunstwereld.

## Voetbalcarrière
Atienza werd geboren in Madrid, maar begon zijn voetbalcarrière bij Real Zaragoza. In 1954 tekende hij voor Real Madrid, waarmee hij drie keer landskampioen werd en vier keer de Europacup I won. Hij stopte in 1959 met voetballen.

## Palmares
| Nationaal        |    |                        |
| Primera División | 3x | 1955, 1957, 1958       |
| Internationaal   |    |                        |
| Europacup I      | 4x | 1956, 1957, 1958, 1959 |
| Copa Latina      | 2x | 1955, 1957             |

## Kunst
Atienza was ook actief in de kunstwereld. Tijdens zijn voetbalcarrière nam hij al deel aan groepstentoonstellingen en onderhield hij banden met de artistieke wereld in zijn vrije tijd. In 1958 ontdekte hij tijdens een reis in Centraal-Europa gekleurd glas gemonteerd in beton als artistieke expressie. Na zijn voetbalcarrière begon hij samen te werken met andere kunstenaars. In 1964 begon hij keramische muurschilderingen te maken.
In 1976 verhuisde hij naar Venezuela en begon hij met nieuwe materialen als ijzer, brons en aluminium te werken. Hij nam deel aan diverse architectonische projecten.
Atienza keerde in 2001 terug naar Spanje, waar hij bleef schilderen en deelnemen aan tentoonstellingen.